# Bethlehem (Pennsilvània)
Bethlehem és una població dels Estats Units a l'estat de Pennsilvània. Segons el cens del 2000 tenia 71.329 habitants.

## Demografia
Segons el cens del 2000, Bethlehem tenia 71.329 habitants, 28.116 habitatges, i 17.094 famílies. La densitat de població era de 1.429,9 habitants per quilòmetre quadrat.
Dels 28.116 habitatges en un 26,3% hi vivien nens de menys de 18 anys, en un 44,1% hi vivien parelles casades, en un 12,8% dones solteres, i en un 39,2% no eren unitats familiars. En el 32,3% dels habitatges hi vivien persones soles el 14,4% de les quals corresponia a persones de 65 anys o més que vivien soles. El nombre mitjà de persones vivint en cada habitatge era de 2,34 i el nombre mitjà de persones que vivien en cada família era de 2,95.
Per edats la població es repartia de la següent manera: un 21% tenia menys de 18 anys, un 14,4% entre 18 i 24, un 26,6% entre 25 i 44, un 20,1% de 45 a 60 i un 17,9% 65 anys o més.
L'edat mediana era de 36 anys. Per cada 100 dones de 18 o més anys hi havia 88,6 homes.
La renda mediana per habitatge era de 35.815 $ i la renda mediana per família de 45.354 $. Els homes tenien una renda mediana de 35.190 $ mentre que les dones 25.817 $. La renda per capita de la població era de 18.987 $. Entorn de l'11,1% de les famílies i el 15% de la població estaven per davall del llindar de pobresa.

## Poblacions més properes
El següent diagrama mostra les poblacions més properes.